# Eduardo de Poli
Eduardo Alexandre de Poli (Guarulhos, 19 de fevereiro de 1969) é um nadador brasileiro, que participou de uma edição dos Jogos Olímpicos pelo Brasil.

## Trajetória esportiva
Aos quatro anos, Eduardo de Poli mudou-se com a família para Curitiba e, no ano seguinte, começou a fazer aulas de natação com seu irmão mais velho e um vizinho.
Em 1977 integrou a equipe do Clube do Golfinho e participou de sua primeira competição municipal.
Em 1978, participou pela primeira vez do campeonato brasileiro e conquistou a medalha de bronze na prova de revezamento. No campeonato brasileiro de 1984, ganhou a primeira medalha de ouro na prova dos 100 metros nado livre, batendo o recorde brasileiro da categoria. Em 1985 participou do sul-americano na Argentina, e sagrou-se campeão dos 400 metros livre e dos 1500 metros livre.
Participou do Campeonato Mundial de Esportes Aquáticos de 1986 em Madri, onde ficou em 24º lugar nos 1500 metros livre, 27º lugar nos 400 metros livre, e 30º lugar nos 200 metros borboleta. 
Ainda nadando pelos Golfinhos, foi aos Jogos Olímpicos de 1988 em Seul, terminando em 18º lugar nos 4x100 metros medley, 26º lugar nos 100 metros borboleta, e 34º lugar nos 200 metros borboleta. 